# Essouassi
Essouassi ou Souassi (arabe : السواسي) est une ville tunisienne située au cœur de la région du Sahel. Elle se situe entre les villes d'El Jem, distante de quatorze kilomètres, et de Kairouan, distante de 59 kilomètres.
Rattachée administrativement au gouvernorat de Mahdia, elle constitue une municipalité comptant 5 381 habitants en 2014.
La ville se trouve sur le territoire de la tribu des Souassi.

## Économie
La population locale vit principalement de l'agriculture (oliviers, orge et élevage). Très peu d'industries se sont implantées localement malgré un encouragement massif accordé par l'État au travers de la défiscalisation (zone franche). Quelques entreprises font vivre quelques centaines de familles. Toutefois, au début des années 2000, la Société moderne de céramique y crée plus de 200 emplois.